# WWE Armageddon
Armageddon a fost un eveniment pay-per-view anual de wrestling organizat în luna decembrie de federația World Wrestling Entertainment. Prima ediție a pay-per-view-ului a avut loc în decembrie 1999. În anul 2001 gala a fost anulată datorită evenimentelor tragice din 11 septembrie, în locul ei având loc ppv-ul WWE Vengeance. Ultima ediție acestui PPV a fost în anul 2008, fiind inlocuit apoi de WWE TLC: Tables, Ladders & Chairs.
În anul 2003 a fost un eveniment exclusiv al diviziei RAW, iar în perioada 2004-2006 a ținut exclusiv de divizia SmackDown!.

## Istoric

### 1999
Armageddon 1999 a avut loc pe data de 12 decembrie 1999, evenimentul fiind gazduit de National Car Rental Center din Sunrise, Florida.
- Heat: Al Snow l-a învins pe Test
- The Acolytes (Bradshaw & Farooq) au câștigat un Battle Royal eliminândui pe The Hardy Boyz (Matt & Jeff) (10:56)
  - Farooq l-a eliminat pe Jeff câștigând o șansă la campionatele pe echipe la Royal Rumble.
- Kurt Angle l-a învins pe Steve Blackman (06:56)
  - Angle l-a numărat pe Blackman după un "Bridging Belly To Back Suplex".
- Miss Kitty l-ea învins pe B.B., Ivory (c) și Jacqueline într-un Evening Gown pool match câștigând titlul WWF Women's Championship (02:57)
  - Miss Kitty a eliminat-o pe Ivory.
- The Holly Cousins (Hardcore Holly & Crash Holly) i-au învins pe Rikishi și Viscera într-un Tag team match (04:18)
  - Hardcore l-a numărat pe Rikishi după un "Spinning Heel Kick" a lui Viscera.
- Val Venis i-a învins pe The British Bulldog și D'Lo Brown câștigând titlul WWF European Championship (08:19)
  - Venis l-a numărat pe Bulldog după un "Money Shot".
- Kane (însoțit de Tori) l-a învins pe X-Pac într-un Steel Cage match (08:11)
  - Kane l-a numărat pe X-Pac după un "Tombstone Piledriver".
- Chris Jericho a învins-o pe Chyna (însoțită de Miss Kitty) câștigând titlul WWF Intercontinental Championship (10:22) 
  - Jericho a făcut-o pe Chyna să cedeze după un "Walls of Jericho".
- The Rock 'n' Sock Connection (Mankind & The Rock) i-au învins pe The New Age Outlaws (Billy Gunn & Road Dogg) prin descalificare pentru campionatele WWF (16:23)
  - New Age Outlaws au fost descalificați după ce Al Snow a intervenit.
- Big Show (c) l-a învins pe Big Boss Man păstrându-și titlul WWF Championship (03:16)
  - Show l-a numărat pe Boss Man după un "Chokeslam".
- Triple H l-a învins pe Mr. McMahon într-un No Holds Barred match (28:21)
  - Triple H l-a învins pe McMahon după ce l-a lovit cu barosul.
  - După meci, Triple H a simulat că o va lovi pe Stephanie McMahon cu barosul dar ambi s-au îmbrățișat devenind aceasta heel.
  - Cu acest rezultat, HHH a obținut o șansă pentru campionatul WWF, iar dacă Vince câștiga, ar fi fost anulată casătoria într-e Triple H și Stephanie.

### 2000
Armageddon 2000 a avut loc pe data de 10 decembrie 2000, evenimentul fiind gazduit de Birmingham–Jefferson Civic Center din Birmingham, Alabama.
- Saturday Night HEAT: Scotty 2 Hotty l-a învins pe D'Lo Brown
- The Radicalz (Dean Malenko, Eddie Guerrero și Perry Saturn) i-au învins pe Team Xtreme (Matt, Jeff & Lita) (08:06)
  - Malenko a făcut-o pe Lita să cedeze cu un Texas Cloverleaf.
- William Regal l-a învins pe Hardcore Holly păstrându-și titlul WWF European Championship (05:00)
  - Regal l-a numărat pe Holly după un "Raven Effect DDT" a lui Raven.
- Val Venis (însoțit de Ivory) a învins-o pe Chyna (05:03)
  - Venis a numărat-o pe Chyna după un "Big Package".
- Chris Jericho l-a învins pe Kane într-un Last Man Standing match (16:48)
  - Jericho a câștigat după ce i-a aruncat multe butoaie și Kane nu a mai putut să se ridice.
- Edge și Christian i-au învins pe The Dudley Boyz (Bubba Ray Dudley și D-Von Dudley), K-Kwik și Road Dogg & Right to Censor (Bull Buchanan și The Goodfather) (c) câștigând titlurile WWF Tag Team Championship (09:43)
  - Edge l-a numărat pe Bubba Ray după un Impaler a lui Christian.
- Chris Benoit l-a învins pe Billy Gunn (c) câștigând titlul WWF Intercontinental Championship (10:02)
  - Benoit l-a făcut pe Gunn să cedeze cu un Crippler Crossface.
- Ivory (c) l-ea învins pe Molly Holly și Trish Stratus câștigând titlul WWF Women's Championship (02:13) 
  - Ivory a numărat-o pe Stratus după ce Holly i-a făcut un "Sitout Powerbomb".
- Kurt Angle (c) i-a învins pe Rikishi, The Rock, Stone Cold Steve Austin, Triple H și The Undertaker într-un Hell in a Cell match păstrându-și titlul WWF Championship (31:52)
  - Angle l-a numărat pe The Rock după un Stone Cold Stunner a lui Austin.
  - După meci, Austin i-a făcut un Stone Cold Stunner lui Angle.
  - În timpul meciului, Vince McMahon a intervenit cu o camionetă încercând să doboare cușca dar Foley l-a oprit.

### 2002
Armageddon 2002 a avut loc pe data de 15 decembrie 2002, evenimentul fiind gazduit de Office Depot Center din Sunrise, Florida.
- Sunday Night HEAT Match: Jeff Hardy l-a învins pe D'Lo Brown (04:56)
  - Hardy l-a numărat pe Brown după un "Diving Crossbody".
- Booker T și Goldust i-au învins pe Chris Jericho și Christian (c), The Dudley Boyz (Bubba Ray Dudley și D-Von Dudley) & Lance Storm și William Regal într-un Fatal-4-Way elimination match câștigând campionatele World Tag Team Championship (16:43)
  - Regal l-a numărat pe Bubba după un "Top Rope Leg Drop" a lui Storm (5:23)
  - Goldust l-a numărat pe Regal după un "Director's Cut" (5:32)
  - Booker l-a numărat pe Jericho după un "Book End" (16:43)
- Edge l-a învins pe A-Train prin descalificare (07:12)
  - A-Train a fost descalificat după ce l-a lovit pe Edge cu un scaun.
- Chris Benoit l-a învins pe Eddie Guerrero (16:47)
  - Benoit l-a făcut pe Eddie să cedeze cu un "Crippler Crossface".
- Batista (însoțit de Ric Flair) l-a învins pe Kane (06:38)
  - Batista l-a numărat pe Kane după un "Batista Bomb".
- Victoria (c) l-ea învins pe Jacqueline și Trish Stratus păstrându-și titlul WWE Women's Championship (04:28)
  - Victoria a numărat-o pe Jacqueline după un "Corner Body Avalanche" a lui Stratus.
- Kurt Angle l-a învins pe Big Show (c) câștigând titlul WWE Championship (12:36)
  - Angle l-a numărat pe Show după un "F-5" a lui Brock Lesnar.
- Triple H l-a învins pe Shawn Michaels (c) 2-1 într-un Three Stages of Hell Match câștigând titlul WWE World Heavyweight Championship (38:35)
  - Triple H l-a numărat pe Michaels într-un Street Fight Match după un "Pedigree" (20:33)
  - Michaels l-a numărat pe Triple H într-un Steel Cage Match după un "Diving Splash" pe o masă (29:45)
  - Triple H l-a învins pe Michaels într-un Ladder Match după ce a desfăcut campionatul (38:35)
  - În timpul meciului, Ric Flair a intervenit în favoarea lui Triple H.

### 2003
Armageddon 2003 a avut loc pe data de 14 decembrie 2003, evenimentul fiind gazduit de TD Waterhouse Centre din Orlando, Florida.
- Sunday Night HEAT Match: Rico (însoțit de Miss Jackie) l-a învins pe Jon Heidenreich (01:28)
  - Rico l-a numărat pe Jon după un picior.
- Booker T l-a învins pe Mark Henry (însoțit de Theodore Long) (10:20)
  - Booker l-a numărat pe Henry după un "Axe Kick".
- Randy Orton (însoțit de Ric Flair) l-a învins pe Rob Van Dam (c) (cu Mick Foley arbitru special) câștigând titlul WWE Intercontinental Championship (17:59)
  - Orton l-a numărat pe Van Dam după un "RKO".
- Chris Jericho și Christian l-ea învins pe Lita și Trish Stratus într-un Intergender tag team match (06:37)
  - Christian a numărat-o pe Stratus după un "Schoolboy".
- Shawn Michaels l-a învins pe Batista (însoțit de Ric Flair) (12:28)
  - Michaels l-a numărat pe Batista după un "Sweet Chin Music".
- Evolution (Batista și Ric Flair) i-au eliminat pe The Dudley Boyz (Bubba Ray Dudley și D-Von Dudley) (c) într-un Tag Team Turmoil match câștigând titlurile World Tag Team Championship (20:48)
  - Batista l-a numărat pe D-Von după un "Batista Bomb".
  - Inițial, Dudley Boyz câștigase meciul dar managerul general al Raw-ului Eric Bischoff i-a introdus pe Flair și Batista care nu participau în meci.
- Molly Holly (c) a învins-o pe Ivory păstrându-și titlul WWE Women's Championship (04:23)
  - Holly a numărat-o pe Ivory după un "Rolling Through".
- Triple H i-a învins pe Goldberg (c) și Kane într-un Triple Threat No DQ Match câștigând titlul WWE World Heavyweight Championship (19:28)
  - Triple H l-a numărat pe Goldberg după un "Low Blow" și un "Chokeslam" a lui Kane.
  - În timpul meciului, restul membrilor din Evolution au intervenit în favoarea lui Triple H.

### 2004
Armageddon 2004 a avut loc pe data de 12 decembrie 2004, evenimentul fiind gazduit de Gwinnett Center din Duluth, Georgia.
- Rey Mysterio și Rob Van Dam (c) i-au învins pe Kenzo Suzuki și René Duprée păstrându-și campionatele WWE Tag Team Championship (17:12)
  - Van Dam l-a numărat pe Duprée după un "Five-Star Frog Splash".
- Kurt Angle l-a învins pe Santa Claus (0:25)
  - Angle l-a făcut pe Santa să cedeze cu un "Ankle Lock".
- Daniel Puder l-a învins pe Mike Mizanin într-un Dixie Dog Fight (03:00)
  - Puder a câștigat prin decizia arbitrului.
- The Basham Brothers (Danny Basham și Doug Basham) i-au învins pe Charlie Haas și Hardcore Holly (6:50)
  - Danny l-a numărat pe Holly după un "Inside Cradle".
- John Cena l-a învins pe Jesús într-un Street Fight match păstrându-și titlul WWE United States Championship (7:50)
  - Cena l-a numărat pe Jesus după un "FU".
- Dawn Marie a învins-o pe Miss Jackie (cu Charlie Haas arbitru special) (1:04)
  - Marie a numărat-o pe Jackie cu un "Rolling Clutch Pin".
- Big Show i-a învins pe Kurt Angle, Luther Reigns și Mark Jindrak într-un Handicap match (9:55)
  - Show l-a numărat pe Jindrak după un "F-5".
- Funaki l-a învins pe Spike Dudley (c) câștigând campionatul WWE Cruiserweight Championship (9:29)
  - Funaki l-a numărat pe Dudley cu un "Bridge Pin".
- John "Bradshaw" Layfield (c) i-a învins pe Booker T, Eddie Guerrero și The Undertaker într-un Fatal 4-Way match păstrându-și titlul WWE Championship (25:37)
  - JBL l-a numărat pe Booker după un "Clothesline from Hell".
  - În timpul meciului, Heidenreich a intervenit atacându-l pe Undertaker.

### 2005
Armageddon 2005 a avut loc pe data de 18 decembrie 2005, evenimentul fiind gazduit de Dunkin' Donuts Center din Providence, Rhode Island.
- John "Bradshaw" Layfield l-a învins pe Matt Hardy (6:44)
  - JBL l-a numărat pe Hardy după un "Clothesline from Hell".
- MNM (Joey Mercury și Johnny Nitro) (însoțiți de Melina) i-au învins pe The Mexicools (Psicosis și Super Crazy) (8:55)
  - Mercury l-a numărat pe Crazy după un "Snapshot".
- Chris Benoit l-a învins pe Booker T (însoțit de Sharmell) (20:09)
  - Benoit l-a făcut pe Booker să cedeze cu un "Crippler Crossface".
  - Acesta a fost al patrulea meci dintr-un best of seven series pentru vacantul campionat WWE United States Championship.
- Bobby Lashley i-a învins pe Paul Burchill și William Regal într-un 2-on-1 Handicap match (3:38)
  - Lashley l-a numărat pe Burchill după un "Dominator".
- Kid Kash l-a învins pe Juventud câștigând titlul WWE Cruiserweight Championship (9:25)
  - Kash l-a numărat pe Juventud după un "Dead Level".
- Big Show și Kane i-au învins pe Batista și Rey Mysterio (8:37)
  - Kane l-a numărat pe Mysterio după un "Chokeslam".
- The Undertaker l-a învins pe Randy Orton (însoțit de Bob Orton) într-un Hell in a Cell match (30:31)
  - Undertaker l-a numărat pe Orton după un "Tombstone Piledriver".
  - În timpul meciului, Bob Orton a intervenit în favoarea lui Orton.

### 2006
Armageddon 2006 a avut loc pe data de 17 decembrie 2006, evenimentul fiind gazduit de Richmond Coliseum din Richmond, Virginia.
- Kane l-a învins pe Montel Vontavious Porter într-un Inferno match (8:14)
  - Kane a câștigat după ce l-a ars pe MVP.
- Paul London și Brian Kendrick i-au învins pe Dave Taylor și William Regal, The Hardy Boyz (Jeff Hardy și Matt Hardy) & MNM (Joey Mercury și Johnny Nitro) (însoțiți de Melina) într-un Ladder match păstrându-și campionatele WWE Tag Team Championship (20:13)
  - London a câștigat desfăcând campionatele.
- The Boogeyman l-a învins pe The Miz (2:51)
  - Boogeyman l-a numărat pe Miz după un "Falling Chokebomb".
- Chris Benoit l-a învins pe Chavo Guerrero păstrându-și campionatul WWE United States Championship (12:14)
  - Benoit l-a făcut pe Chavo să cedeze cu un "Sharpshooter".
- Gregory Helms l-a învins pe Jimmy Wang Yang păstrându-și titlul WWE Cruiserweight Championship (10:51)
  - Helms l-a numărat pe Wang Yang după un "Single Knee Facebreaker".
- The Undertaker l-a învins pe Mr. Kennedy într-un Last Ride match (19:49)
  - Undertaker a abandonat scena într-o mașină cu Kennedy înăuntru.
- Batista și John Cena i-au învins pe King Booker și Finlay (însoțit de Queen Sharmell) (11:29)
  - Batista l-a numărat pe Booker după un "Batista Bomb".

### 2007
Armageddon 2007 a avut loc pe data de 16 decembrie 2007, evenimentul fiind gazduit de Mellon Arena din Pittsburgh, Pennsylvania.
- Rey Mysterio l-a învins pe Montel Vontavious Porter prin count out pentru campionatul WWE United States Championship (11:29)
  - MVP a stat intenționat înafara ringului mai mult de 10 secunde.
- Big Daddy V și Mark Henry i-au învins pe CM Punk și Kane (10:33)
  - Daddy V l-a numărat pe Punk după un "Ghetto Drop".
- Shawn Michaels l-a învins pe Mr. Kennedy (15:16)
  - Michaels l-a numărat pe Kennedy după un "Sweet Chin Music".
- Jeff Hardy l-a învins pe Triple H devenind candidatul numărul 1 la campionatul WWE Championship la Royal Rumble (15:23)
  - Hardy l-a numărat pe Triple H cu un "Jacknife Roll-up".
- Finlay (însoțit de Hornswoggle) l-a învins pe The Great Khali (însoțit de Ranjin Singh) (6:02)
  - Finlay l-a numărat pe Khali după ce l-a lovit în cap cu un "Shillelagh".
- Chris Jericho l-a învins pe Randy Orton prin descalificare pentru campionatul WWE Championship (15:05)
  - Orton a fost descalificat după ce JBL a intervenit atacându-l pe Jericho.
  - Cu acest rezultat, Orton a păstrat campionatul.
- Beth Phoenix a învins-o pe Mickie James păstrându-și campionatul WWE Women's Championship (4:45)
  - Phoenix a numărat-o pe James după un "Fisherman Suplex".
- Edge i-a învins pe Batista (c) și The Undertaker câștigând campionatul WWE World Heavyweight Championship (13:00)
  - Edge l-a numărat pe Batista după un "Tombstone Piledriver" a lui Undertaker.
  - În timpul meciului, Curt Hawkins și Zack Ryder au intervenit în favoarea lui Edge.

### 2008
Armageddon 2008 a avut loc pe data de 14 decembrie 2008, evenimentul fiind gazduit de HSBC Arena din Buffalo, New York.
- Vladimir Kozlov l-a învins pe Matt Hardy (11:29)
  - Kozlov l-a numărat pe Hardy după un "Iron Curtain".
- CM Punk l-a învins pe Rey Mysterio devenind candidatul numărul 1 la campionatul WWE Intercontinental Championship (12:15)
  - Punk l-a numărat pe Mysterio după un "Go To Sleep".
- Finlay l-a învins pe Mark Henry (însoțit de Tony Atlas) într-un Belfast Brawl (9:38)
  - Finlay l-a numărat pe Henry după o lovitură cu shillelagh.
- Batista l-a învins pe Randy Orton (însoțit de Cody Rhodes și Manu) (16:41)
  - Batista l-a numărat pe Orton după un "Batista Bomb".
- Kelly Kelly, Maria, Michelle McCool și Mickie James le-a învins pe Jillian Hall, Maryse, Natalya și Victoria într-un Eight-Diva Santa's Little Helper tag team match (4:33)
  - McCool a numărat-o pe Hall după un "Faith Breaker".
- John Cena (c) l-a învins pe Chris Jericho păstrându-și campionatul WWE World Heavyweight Championship (12:43)
  - Cena l-a făcut pe Jericho să cedeze cu un "STF".
- Jeff Hardy i-a învins pe Edge (c) și Triple H câștigând campionatul WWE Championship (17:19)
  - Jeff l-a numărat pe Edge după un "Pedigree" a lui Triple H și un "Swanton Bomb".
  - În timpul meciului, Kozlov a intervenit în favoarea lui Edge iar Matt Hardy în favoarea fratelui său Jeff și HHH.